# Six frégates originelles de l'United States Navy
Les six frégates originelles de l'United States Navy sont les six navires dont la construction a été autorisée par le Congrès des États-Unis, par son Naval Act du 27 mars 1794. Ce sont les premiers navires militaires du pays nouvellement indépendant. Conçues par Joshua Humphreys, ces frégates sont assez puissantes pour engager les frégates françaises ou britanniques et assez rapides pour pouvoir échapper à un navire de ligne.
Les six navires sont l'USS United States, l'USS Constellation, l'USS Constitution, l'USS Congress, l'USS Chesapeake et l'USS President. Construite en 1797 et préservée jusqu'à nos jours, l'USS Constitution est le plus vieux navire au monde à naviguer encore.

## Contexte
Après la guerre d'indépendance, les États-Unis, très endettés, dissolvent la Continental Navy, et en août 1785, par manque de fonds pour assurer l’entretien des navires, vendent leur dernier navire de guerre, l'USS Alliance,. Mais à la même époque, les pirates barbaresques commencent à s'en prendre aux navires américains en mer Méditerranée. Alger saisit deux navires marchands américains et retient les équipages pour les rendre contre rançon,. L’ambassadeur des États-Unis en France, Thomas Jefferson suggère de constituer une force navale américaine afin de protéger les navires américains en Méditerranée. Mais ses recommandations ne rencontrent initialement que l'indifférence, de même que les recommandations de John Jay, qui propose la construction de cinq navires de guerre de quarante canons,. Peu de temps après, le Portugal lance un blocus contre les navires algériens afin de les empêcher de pénétrer dans l'océan Atlantique, fournissant ainsi une protection temporaire aux navires marchands américains,.
La piraterie contre les navires marchands américains était quasi inexistante lorsque ces derniers bénéficiaient de la protection de l'Empire britannique. Mais après la révolution, les pirates de la côte des Barbaresques basés à Alger, Tripoli et Tunis profitent de l’opportunité offerte par la disparition de la protection de la flotte britannique pour harceler les navires marchands américains,. En outre, avec le début de la Révolution française, la Grande-Bretagne interdit les navires marchands américains soupçonnés de contribuer à des négociations avec la France. La France, avec des craintes similaires, adopte la même attitude vis-à-vis des navires américains. Sans défense, le gouvernement américain ne peut pas faire grand-chose pour s’y opposer,.
La formation d'une force navale est un sujet de débat récurrent aux jeunes États-Unis. Les opposants avancent que la construction d'une marine conduirait à la constitution d'un département de la marine avec le personnel pour le faire fonctionner, et donc à des dépenses importantes. Ceux qui s'opposent à la constitution d'une marine estiment que le paiement d'un tribut aux États barbaresques et l'adoption de sanctions économiques contre la Grande-Bretagne seraient une meilleure alternative,.
En 1793, le Portugal conclut un accord de paix avec Alger, mettant fin à son blocus de la Méditerranée, permettant ainsi aux navires algériens de retourner dans l'océan Atlantique. À la fin de l'année, onze navires marchands américains ont déjà été capturés. Ceci, combiné avec les actions de la Grande-Bretagne, conduit finalement le président George Washington à demander au Congrès des États-Unis la constitution d'une marine,.
Le 20 janvier 1794, à une faible majorité (quarante-six voix pour, quarante-quatre contre), la Chambre des représentants des États-Unis vote pour la construction d'une marine et elle forme un comité pour déterminer la taille, le coût et le type de navires à construire. Le secrétaire à la Guerre des États-Unis Henry Knox soumet des propositions au comité décrivant la conception et le coût des navires de guerre,. Pour apaiser la forte opposition au projet de loi à venir, le parti fédéraliste insère une clause dans le projet de loi qui mettrait un arrêt brusque à la construction des navires si les États-Unis obtenaient un accord de paix avec Alger,.
Le projet de loi est présenté à la Chambre le 10 mars et validé comme Naval Act of 1794 a une majorité de cinquante voix pour et trente-neuf contre. La loi est confirmée au Sénat sans opposition le 19 mars 1794,. Le président Washington signe la loi le 27 mars. Elle prévoit l'acquisition, par achat ou construction, de quatre navires de quarante-quatre canons chacun, et deux navires de trente-six canons chacun. Elle prévoit aussi les fonds nécessaires pour payer les soldes des officiers et des marins, et décrit comment chaque bateau doit être équipé. La loi alloue 688 888 $ pour financer ce projet,.

## Conception

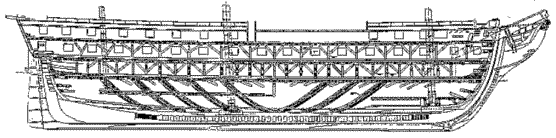
Profil de l'USS Constitution dépeignant en 1992 la restauration de la coque.

Le Département de la Marine des États-Unis n’étant pas encore créé, la responsabilité de la conception et de la construction incombe au département de la Guerre, dirigé par Henry Knox. Dès 1790, Knox consulte diverses autorités sur la conception des navires. Les principales réunions sur la conception ont lieu à Philadelphie avec Knox en personne. On sait peu de choses sur ces discussions peu documentées, et il est difficile d’établir quelles sont les personnes impliquées à cette étape. Le secrétaire Knox contacte des architectes et des constructeurs à Philadelphie, qui est le plus grand port en Amérique du Nord à l'époque et probablement le plus grand port d'eau douce dans le monde. Joshua Humphreys est généralement considéré comme le principal concepteur des six frégates, mais les capitaines de navire de la guerre révolutionnaire John Foster Williams (en) et John Barry et les constructeurs Josiah Fox et James Hackett sont également consultés,.
Les plans de conception finaux sont soumis au président George Washington pour approbation. Ce dernier approuve les plans des frégates et rejette donc l’autre option autorisée par le Naval Act, celle consistant à acheter des navires marchands pour les transformer en navires de guerre. La conception est inhabituelle pour l’époque, avec une quille proportionnellement plus longue pour un navire moins large et armé par de lourds canons. La conception intègre un échantillonnage et des côtes spécifiques pour limiter les contraintes structurelles ainsi que l’utilisation de planches très lourdes. Cela permet de donner à la coque une plus grande résistance que celle des frégates construites plus légèrement. Humphreys développe sa conception après avoir constaté que la jeune marine des États-Unis pourrait ne pas être à la mesure des marines européennes. Il conçoit donc ses frégates pour qu’elles soient capables de dominer les autres frégates, mais avec une vitesse suffisante pour échapper à un navire de ligne,,. Knox avertit le président Washington que le coût de cette construction dépasserait probablement les crédits alloués par le Naval Act. Malgré cela, Washington approuve la construction le 15 avril 1794.
Joshua Humphreys est nommé maître constructeur des navires. Josiah Fox, un dessinateur expérimenté, est engagé par le ministère de la Guerre afin de mettre les plans sur le papier. Cependant, Fox est en désaccord avec les grandes dimensions de la conception d'Humphreys et, selon Humphreys, il tente de réduire les dimensions afin d’imposer ses idées. Cela met en colère Humphreys et, finalement Fox est assigné à la conception des maquettes avec William Doughty.
Après la création des dessins, des demi-maquettes sont assemblées à partir desquelles des mesures sont prises pour créer des gabarit en bois. Dans un processus de gabariage (« molding »), les dimensions des pièces de charpente sont dessinées à la craie sur le sol de la salle des gabarits (mold loft), où un gabarit est formé en utilisant des bandes de bois léger. Ce dernier est ensuite confié aux équipes chargées de fournir le bois de construction. Les modèles sont utilisés pour sélectionner la partie d'un arbre qui correspond étroitement à la forme recherchée (bois tors). Ensuite, le bois est abattu et ébauché aux dimensions requises, puis numéroté pour identification et chargé sur un navire pour le transport. Un jeu supplémentaire de gabarits plus détaillés est ensuite nécessaire aux équipes chargées de la construction de chacune des frégates.

## Construction

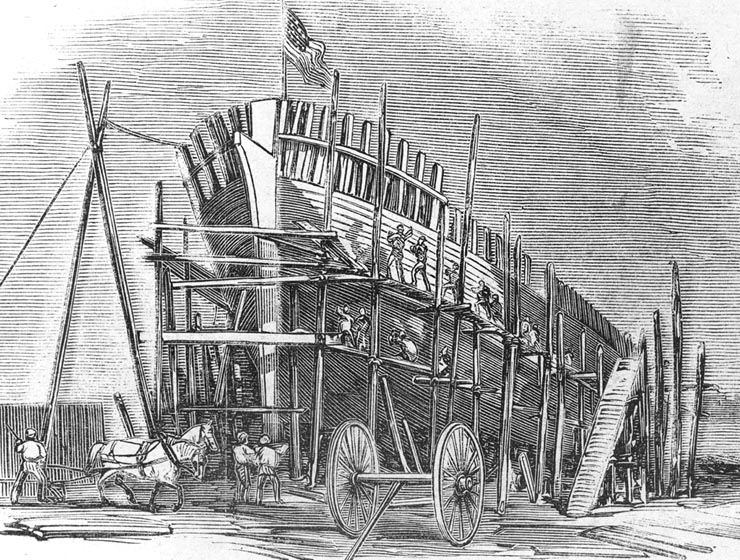
Représentation d'un navire en bois en construction (l'USS Seneca (1861)).

Le secrétaire Henry Knox suggère au président George Washington l'utilisation de six chantiers différents, un pour chaque navire, plutôt que de construire tous les navires dans un seul chantier. Choisir des chantiers différents permet grâce aux fonds alloués de stimuler chacune des économies locales, et Washington approuve le choix des lieux de construction le 15 avril 1794. Sur chaque site, un constructeur naval civil est embauché pour diriger les travaux et un capitaine de la marine est nommé directeur de chantier,.
Joshua Humphreys veut utiliser les matériaux les plus durables disponibles pour la construction, principalement du pin blanc, du pin des marais, du chêne blanc, et, surtout du chêne quercus virginiana (live oak). Ce dernier est utilisé pour la membrure, car il est résistant, dense, et durable, pesant jusqu'à 1 200 kg par mètre cube, lorsqu'il est fraîchement coupé. Le Quercus virginiana pousse principalement dans les zones côtières des États-Unis de la Virginie au Texas, et le bois le plus approprié se trouve dans les zones côtières de la Géorgie près de l’Île de Saint-Simon,. Cette volonté d’utiliser ce bois particulier est la principale cause du retard dans la construction des frégates. Les fonds affectés par le Naval Act ne sont disponibles qu’à partir de juin 1794. Le constructeur John T. Morgan est embauché par le département de la Guerre pour se procurer le chêne en direct et superviser la coupe. Morgan écrit à Humphreys en août dans un rapport qu'il venait à peine de cesser de pleuvoir à son arrivée et que l'ensemble de la région est encore sous les eaux. Le capitaine John Barry est envoyé vérifier les progrès début octobre 1794. Il trouve Morgan et plusieurs personnes malades du paludisme. La coupe du bois commence finalement avec l’arrivée des équipes le 22 octobre 1794. La première livraison de bois arrive à Philadelphie le 18 décembre 1794, mais une autre cargaison de Live Oak destinée à New York est perdue lorsque le cargo chargé du transport coule en mer. Les opérations de coupe ont subi de nombreux retards et la livraison de bois s'est effectuée tout au long de l'année 1795. En décembre 1795, la pose de la quille est tout de même terminée pour chacun des six navires,.
La construction des frégates se poursuit lentement jusqu'à l'annonce de la signature du Traité de Tripoli en 1796. Conformément à une clause du Naval Act, la construction des frégates devait être interrompue. Toutefois, le président Washington demande des instructions au Congrès sur la façon de procéder. Plusieurs propositions circulent avant qu'une décision finale ne soit prise, autorisant Washington à terminer deux des frégates de quarante-quatre canons et l'une des frégates de trente-six canons. Les trois frégates dont la construction est la plus avancée sont sélectionnées : l'USS United States, l'USS Constellation et l'USS Constitution. La construction de l'USS Chesapeake, de l'USS Congress et de l'USS President est interrompue, et certains de leurs matériaux de construction sont vendus ou stockés. Les capitaines et les constructeurs navals sont licenciés.
Les prévisions antérieures d'Henry Knox concernant les surcoûts de construction des frégates deviennent une réalité au début de 1797. Sur la dotation initiale de 688 888 $, il ne reste à cette date que 24 000 $. Le secrétaire à la Guerre James McHenry demande au Congrès une enveloppe supplémentaire de 200 000 $, mais seulement 172 000 $ sont accordés. Les fonds supplémentaires suffisent pour terminer la construction de trois frégates, mais ne permettent pas leur fonctionnement opérationnel. L’USS United States est lancé le 10 mai, l’USS Constellation le 7 septembre et l’USS Constitution le 21 octobre. Pendant ce temps, la signature du Traité de Londres (1795), entre les États-Unis et l'Angleterre entraine l'opposition de la France et les prémices de la quasi-guerre. Cela incite le Congrès à débattre sur l'achèvement et la mise en œuvre des trois premières frégates. Le secrétaire McHenry affirme qu'un montant supplémentaire de 200 000 $ sera nécessaire pour cette étape, déclenchant la grogne au Congrès sur l'escalade des coûts. Néanmoins, le 1er juillet, le Congrès approuve finalement l'achèvement et alloue les fonds demandés.
À la session suivante du Congrès des États-Unis en novembre 1797, le secrétaire James McHenry demande à nouveau des fonds pour compléter les trois frégates. Bien que contrarié par l'escalade des coûts, le Congrès approuve un montant supplémentaire de 115 833 $, mais lance en même temps une enquête sur les dépenses inutiles ou les fraudes potentielles dans le programme des frégates. Le 22 mars 1798, McHenry remet un rapport décrivant plusieurs causes principales de l'escalade des coûts : les problèmes lors de la fourniture des chênes ; la logistique d'approvisionnement pour six chantiers distincts ; les incendies, la fièvre jaune, et le mauvais temps. Des demandes de renseignements complémentaires effectuées avant le rapport de McHenry révèlent aussi que le département de la Guerre a utilisé des pratiques de comptabilité aux normes, et que les fonds autorisés devaient être crédités par le Département du Trésor, entraînant des retards et induisant des pertes financières. Ces problèmes conduisent à la formation du Département de la Marine des États-Unis le 30 avril 1798. Dans le cas de l'USS President la construction avait débuté à New York au chantier naval de Foreman Cheesman, mais avait été abandonnée en 1796. La construction reprend en 1798, sous la direction de Christian Bergh et William Doughty.
Au même moment, les relations avec la France se détériorent encore lorsque le président John Adams informe le Congrès de l'affaire XYZ. En réponse, le 28 mai, le Congrès autorise les navires de la marine des États-Unis à capturer des navires français armés situés au large de la côte des États-Unis. Comme l’USS Constellation, l’USS Constitution, et l'USS United States sont encore en cours d'aménagement, le premier navire de la marine américaine à prendre la mer lors de la Quasi-guerre est le sloop l’USS Ganges avec Richard Dale aux commandes,. Enfin, le 16 juillet, le Congrès accorde  600 000 $ supplémentaires pour l'achèvement des trois frégates restantes ; l'USS Congress est lancée le 15 août 1799, l'USS Chesapeake, le 2 décembre et l'USS President, le 10 avril 1800,,.

## Armement

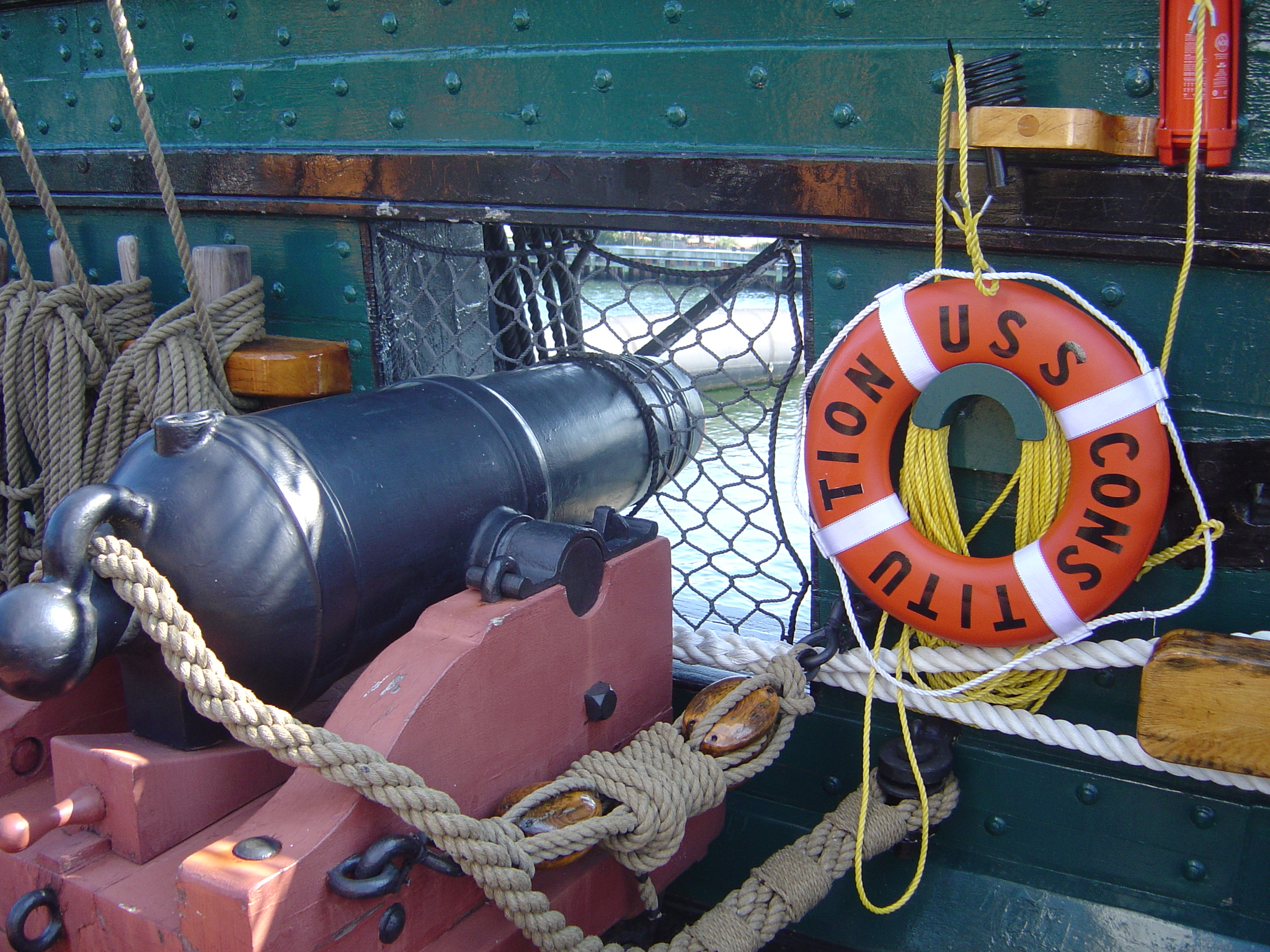
Une caronade sur le pont de l'USS Constitution.

Les frégates de quarante-quatre canons sont armées généralement de cinquante canons ou plus et l'USS Constitution est armée de canons de 24 livres au lieu des canons de 18 livres utilisés habituellement sur les autres frégates réalisées. En plus des quatre frégates de type quarante-quatre canons, le Naval Act a donc prévu la construction de deux frégates de trente-six canons. Le classement initial comme navire de trente-six canons n'était qu'approximatif et les deux unités ont par la suite été reclassées comme des navires de trente-huit canons.
Les navires de cette époque ne sont habituellement pas armés d'une artillerie permanente comme les navires actuels. Les armes sont conçues pour être complètement transportables et sont régulièrement échangées entre les navires en fonction des situations présentes. Chaque commandant est libre d’armer son navire en tenant compte de facteurs tels que le tonnage total de la cargaison, l'effectif de l'équipage et l'itinéraire prévus. Par conséquent, l'armement d'un tel navire change souvent au cours de sa carrière et l'historique de ces modifications n'est généralement pas conservé.
Nominalement, douze hommes et un artilleur sont nécessaires pour faire fonctionner chaque canon. Si nécessaire, certains hommes sont désignés pour servir lors des abordages, pour manœuvrer les pompes de cale ou pour lutter contre les incendies. Les canons sont normalement utilisés uniquement sur le côté engagé ; si un navire est engagé sur chacun des côtés par deux adversaires, les équipes d'artillerie sont divisées. Toutes les armes sont capables d'utiliser plusieurs types de projectiles : boulet, chaîne, boîte à mitraille et boulet rouge. Chaque canon est monté sur un affût en bois contrôlé par un arrangement de cordes et palans. Le capitaine donne l’ordre aux artilleurs soit de tirer simultanément en une seule bordée, soit de tirer à volonté lorsque la cible est à portée. Le capitaine d’artillerie tire sur la dragonne pour déclencher la platine à silex qui envoie l’étincelle. La poudre enflammée envoie une flamme à travers le tube d'amorçage pour déclencher la charge de poudre dans le canon et lancer son projectile. Un détachement de marines armé de mousquets est chargé de monter dans les mâts et de tirer sur le pont du navire ennemi.

## Les frégates
Les frégates sont initialement désignées par les lettres A à F jusqu'à ce qu'en mars 1795, le secrétaire à la Guerre, Timothy Pickering suggère une liste de dix noms. Le président Washington est responsable de la sélection de cinq noms : Constitution, United States, President, Constellation, et Congress, qui renvoient tous à un élément essentiel ou un symbole de la démocratie américaine. La sixième frégate n'est nommée qu'en 1799, lorsque le secrétaire à la Marine, Benjamin Stoddert, lui attribue le nom de Chesapeake qui renvoie à la baie du même nom, en ignorant le protocole utilisé pour les autres navires,,.

### Vue d'ensemble
| Nom               | Type                   | Surnom           | Image | Chantier                   | Constructeur naval | Directeur de chantier | Quille            | Lancement        | Mise en service | Destin                                           | Notes  |
| ----------------- | ---------------------- | ---------------- | ----- | -------------------------- | ------------------ | --------------------- | ----------------- | ---------------- | --------------- | ------------------------------------------------ | ------ |
| USS United States | quarante-quatre canons | Old Wagon        |       | Philadelphie, Pennsylvanie | Joshua Humphreys   | John Barry            | 1795              | 10 mai 1797      | 11 juillet 1797 | Détruite en décembre 1865.                       | [ 68 ] |
| USS Constellation | trente-six canons      | Yankee Racehorse |       | Baltimore, Maryland        | David Stodder      | Thomas Truxtun        |                   | 7 septembre 1797 | 26 juin 1798    | Détruite en 1853.                                | [ 68 ] |
| USS Constitution  | quarante-quatre canons | Old Ironsides    |       | Boston, Massachusetts      | George Claghorn    | Samuel Nicholson      | 1er novembre 1794 | 21 octobre 1797  | 22 juillet 1798 | Existe toujours                                  | [ 68 ] |
| USS Congress      | trente-six canons      |                  |       | Portsmouth, New Hampshire  | James Hackett      | James Sever           | 1795              | 15 août 1799     | 8 janvier 1800  | Détruite en 1834.                                | [ 68 ] |
| USS Chesapeake    | quarante-quatre canons |                  |       | Norfolk, Virginie          | Josiah Fox         | Richard Dale          | décembre 1795     | 2 décembre 1799  | 22 mai 1800     | Capturée le 1er juin 1813 et détruite en 1819.   | [ 68 ] |
| USS President     | quarante-quatre canons |                  |       | New York, État de New York | Christian Bergh    | Silas Talbot          | 1798              | 10 avril 1800    | 5 août 1800     | Capturée le 15 janvier 1815 et détruite en 1818. | [ 51 ] |

### USSUnited States

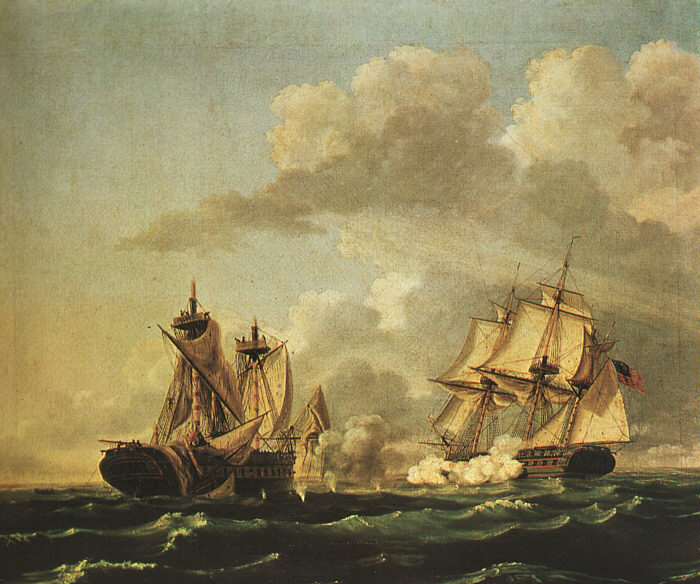
La bataille navale entre lUnited States et le HMS Macedonian, le 25 octobre 1812 (par Thomas Birch, 1813).

La frégate United States est construite à Philadelphie. Elle est lancée le 10 mai 1797, et mise en service le 11 juillet 1797.
Lors de la Quasi-guerre, l'USS United States et l'USS Delaware font voile en direction de la Barbade au matin du 26 juillet 1798. Au cours des deux mois suivants, l'USS United States participe à l'arraisonnement des navires corsaires français le Sans-Pareil et la Jalouse,. Le 3 février 1799, l'United States traque durant cinq heures et coule la goélette L'Amour de la Patrie. En Guadeloupe, peu après, la frégate tente d'organiser un échange de prisonniers avec les Français, mais les batteries côtières ouvrent le feu. Le navire américain riposte avant de reprendre la mer,. Le 26 mars, l' United States capture la Tartueffe avec sa prise, le navire américain Vermont, au sud-est d'Antigua. En novembre, la frégate accompagne Oliver Ellsworth et William Richardson Davie qui sont envoyés en France pour y négocier un règlement à la Quasi-guerre. Elle est de retour en avril 1800. Un acte du Congrès daté du 3 mars 1801 garantit désormais le maintien de treize frégates en service actif ; sept de ces frégates dont l'USS United States sont placées dans la flotte de réserve au Washington Navy Yard. Elle y est désarmée, en même temps que la USS Congress, et la USS New York.
Les États-Unis déclarent la guerre à la Grande-Bretagne le 18 juin 1812. Trois jours plus tard, l'USS United States et son commandant Stephen Decatur prennent la mer au départ de New York au sein d'une escadre sous le commandement du commodore John Rodgers à bord de l'USS President,. Pendant leur mission dans l'Atlantique Nord, l'escadre capture sept navires marchands et reprend aussi un navire américain,. L'USS United States, toujours sous le commandement de Decatur, se sépare de l'escadre le 12 octobre 1812 pour une courte patrouille. Trois jours plus tard, elle capture le HMS Mandarin (en). À l'aube du 25 octobre, à cinq cents miles au sud des Açores, des vigies de l'USS United States aperçoivent la frégate de la Royal Navy, le HMS Macedonian. Le combat entre l'USS United States et le HMS Macedonian débute vers 9 h 00 et se conclut à midi par une victoire américaine. Il a fait cent quatre morts dans le camp britannique et douze dans le camp américain. Le navire britannique est capturé et plus tard intégré à l'US Navy. L'USS United States regagne le 4 décembre New York en liesse, qui célèbre sa victoire. Le capitaine Decatur et son équipage sont accueillis en héros par le Congrès et le président James Madison.
Lors de la Seconde guerre barbaresque, L'USS United States, réactivée sous le commandement du capitaine John Shaw, rejoint la mer Méditerranée en septembre 1815 et assure avec une escadre la présence américaine sur place,. Elle est un temps le navire amiral de l'escadre composée de l' United States, de la Constellation, de l'USS Java, de l'USS Erie et de l'USS Ontario. Elle est de retour au printemps 1819 et est à nouveau désarmée le 9 juin 1819 et placée en réserve à Norfolk.
De retour en service en 1823, elle prend la route de l'océan Pacifique en janvier 1824, et passe par le Brésil, le Chili,. Elle participe au large des côtes du Pérou à l'observation du conflit entre l'Espagne et ses colonies en cours d'émancipation et participe à la protection du commerce américain. Elle visite ensuite les îles du Pacifique avant de rentrer au New York Navy Yard le 24 avril 1827,,. Après une profonde modernisation en 1832, elle effectue plusieurs missions en mer Méditerranée entre 1832 et 1838, puis elle est intégrée au Home Squadron de 1839 à 1840. En 1842 l'USS United States repart pour le Pacifique et accoste à Hawaï afin d'aider à restaurer le gouvernement du royaume d'Hawaï. Elle y embarque Herman Melville comme simple matelot, le 17 août 1843. L'USS United States quitte Honolulu pour les îles Marquises, puis Valparaiso, au Chili, Lima, au Pérou. Elle est de retour à Boston le 2 octobre 1844. L’United States intègre l'Africa Squadron et repart en 1846 pour une campagne de chasse aux navires négriers dans l'Atlantique. À partir de 1847, elle intègre l'escadre américaine en mer Méditerranée jusqu'à son retour à Norfolk le 17 février 1849. Le 24 février 1849, la frégate est finalement réformée après cinquante-deux ans de service, et placée en réserve à Norfolk (Virginie).
Lors de la guerre de Sécession, le 29 avril 1861, les Sudistes saisissent et intègrent à la Confederate States Navy l'USS United States rebaptisée CSS United States. Elle est chargée de défendre la baie de Norfolk. Mais en avril 1862, elle est sabordée dans l'Elizabeth River afin de former un obstacle à la progression des navires nordistes. Les forces de l'Union qui occupent Norfolk, renflouent l’United States et la remettent à quai. Cependant, le Bureau of Construction and Repair décide en mars 1864 de la démembrer et de vendre son bois ; l'ordre est exécuté le 18 décembre 1865, ce qui met un terme à la carrière de ce navire.

### USSConstellation

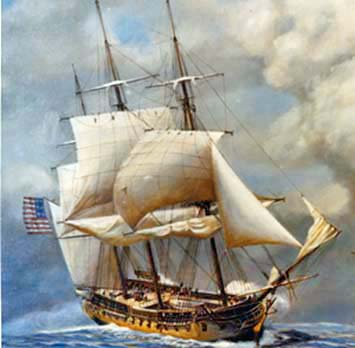
L'USS Constellation (par John W. Schmidt).

La frégate Constellation est construite à Baltimore. Elle est lancée le 7 septembre 1797, et mise en service le 26 juin 1798.
Sous le commandement du capitaine Thomas Truxtun, la Constellation prend la mer pour sa première mission en juin 1798 au moment où la quasi-guerre débute. Elle est chargée d’escorter des navires marchands jusqu’en août 1798. En décembre 1798, elle reprend la mer pour les Caraïbes afin de rejoindre le West India Squadron (en) chargé de la protection du commerce maritime américain. Le 9 février 1799, la Constellation affronte et capture la frégate de trente-six canons l'Insurgente ce qui constitue la première grande victoire d'un navire de la marine de guerre américaine conçu et construit aux États-Unis. La Constellation, toujours sous le commandement du capitaine Thomas Truxtun, navigue depuis l'île Saint-Christophe lorsqu'elle surprend la frégate française La Vengeance (1800) (en) pendant la nuit du 1er février 1800. Le combat de l'USS Constellation et de la Vengeance est une nouvelle victoire pour le navire américain. Le capitaine Thomas Truxtun est accueilli en héros et le Congrès lui remet la Médaille d'or du Congrès. Après la Quasi-guerre, prise dans des vents forts et une marée descendante, la Constellation s'échoue accidentellement le 10 avril 1801 sur le fleuve Delaware et est sévèrement endommagée. D'importantes réparations doivent être effectuées au Washington Navy Yard,.
La Constellation sous le commandement de Alexander Murray qui naviguait jusque début 1802 dans les Caraïbes est envoyée en mer Méditerranée. Elle sert lors du blocus de Tripoli en mai 1802 et met en fuite une petite escadre de navires tripolitains. Elle croise en mer Méditerranée en 1804 pour affirmer la présence américaine. Elle évacue en juin 1805 un contingent de Marines, ainsi que des diplomates, depuis Derna en conclusion d'une opération amphibie contre Tripoli. Elle participe aussi à une opération contre Tunis qui aboutit à la paix en août 1805. La Constellation retourne aux États-Unis en novembre 1805 et s'amarre à Washington, où elle est ensuite placée en réserve jusqu'à 1812. La Constellation bénéficie d'une importante opération de maintenance au Washington Navy Yard en 1812 et 1813, lors de laquelle on ajoute des canons de 14 pouces à son arsenal.
Lors de la guerre anglo-américaine de 1812, sous le commandement du capitaine Charles Stewart, la Constellation est envoyée en janvier 1813 à l'île Craney (en) afin d’appuyer la défense contre les Britanniques des forts en cours de construction sur l'île,. Peu après, lors de la Seconde guerre barbaresque, la Constellation est attachée à l'escadre de la Méditerranée sous les ordres du commodore Stephen Decatur. Elle quitte New York le 20 mai 1815 et participe à la bataille du cap Gata, le 17 juin 1815. Dans ce cadre, elle concourt à la capture du navire amiral de la marine algérienne, le Mashuda (en),. Après la signature des traités de paix avec Alger, Tunis et Tripoli, la Constellation demeure avec l'escadre du commodore William Bainbridge, Isaac Chauncey (en), et John Shaw (naval officer) (en) afin de faire respecter les accords. La Constellation est de retour à Hampton Roads en décembre 1817.
Du 12 novembre 1819 au 24 avril 1820, la Constellation croise au large du Brésil afin de protéger le commerce américain des corsaires et soutenir la négociation des accords commerciaux avec les pays d'Amérique du Sud. Le 25 juillet 1820, le navire navigue pour la première fois dans les eaux de l'océan Pacifique, où il est rattaché à l'escadron du commodore Charles Stewart. Il demeure à ce poste pendant deux ans et participe à la protection de navires américains au large des côtes du Pérou. En 1825, la Constellation est choisie comme navire amiral du commodore Lewis Warrington (en) et sert avec le West Indies Squadron afin de mettre fin aux opérations de piraterie dans les Caraïbes,. Entre 1828 et 1829, elle entre en maintenance ainsi qu’en 1832, 1834-1835, et 1838-1839. Entre 1829 et 1834, elle effectue plusieurs missions en mer Méditerranée pour protéger les navires de commerce américains. En octobre 1835, la Constellation navigue vers le golfe du Mexique afin d’aider à écraser le soulèvement Seminole. La mission accomplie, elle croise avec le West Indies Squadron jusqu'en 1838. La décennie 1840 voit la Constellation effectuer un tour du monde. Elle est chargée en mars 1841 de protéger les intérêts américains lors de la Première guerre de l'opium. En route vers les États-Unis en mai 1843, elle empêche les îles hawaïennes de devenir un protectorat britannique. La Constellation est placée en réserve en 1845 au Gosport Navy Yard à Norfolk, en Virginie et démembrée dans ce même chantier en 1853.

### USSConstitution

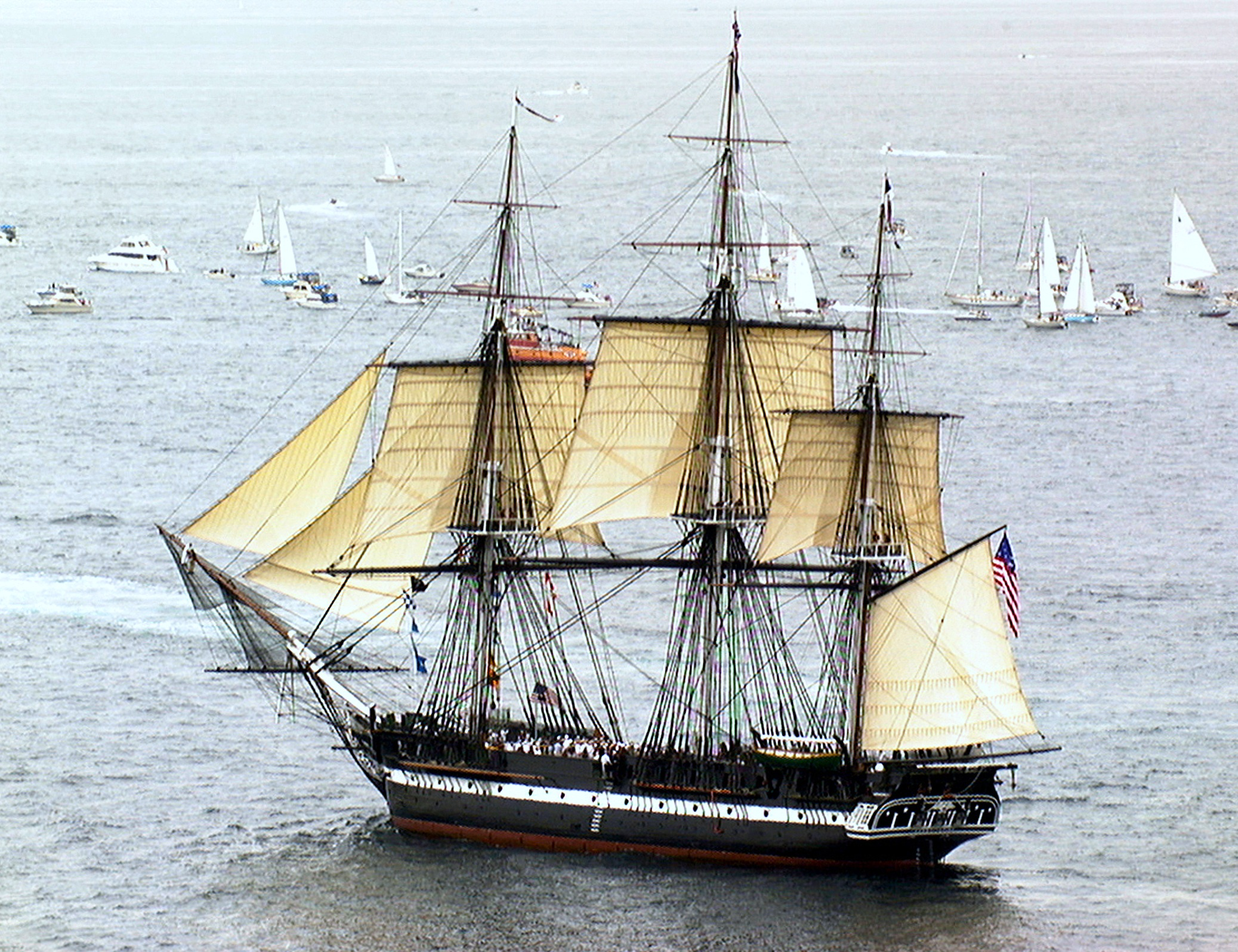
L'USS Constitution pour la première fois en mer depuis cent-seize ans le 21 juillet 1997.

La frégate Constitution est construite à Boston. Elle est lancée le 21 octobre 1797, et mise en service le 22 juillet 1798.
Baptisée par le président George Washington d'après la Constitution des États-Unis, elle est actuellement le plus vieux navire de guerre encore à flot dans le monde. Elle a pour premières missions de fournir une protection aux navires marchands américains lors de la Quasi-guerre avec la France et de rechercher les navires de guerre français. Le navire prend la mer le 22 juillet 1798 et le 8 septembre, elle capture le Niger. Entre décembre 1798 et avril 1801, elle effectue plusieurs missions dans les Caraïbes afin de protéger les navires marchands américains, intercepter les navires de guerre français et bloquer la navigation française. Lors de ces patrouilles, elle intercepte plusieurs navires, le Spencer (le 15 janvier 1799), le Carteret, l'Amelia (le 15 septembre 1799), le sloop Sally (le 8 mai 1800) et le Sandwich (le 11 mai 1800). La Constitution reprend aussi le sloop américain Neutrality le 27 mars 1799. Après la guerre, elle est placée en réserve le 2 juillet 1802.
Elle contribue ensuite à la défaite des pirates barbaresques lors de la Guerre de Tripoli. Devenue navire-amiral d’une escadre chargée de défendre les intérêts américains face aux barbaresques, la Constitution quitte Boston le 14 août 1803. Au mois d'août 1804, la Constitution participe à la bataille du port de Tripoli,. Elle appuie le blocus de Tripoli puis de Tunis jusqu'en août 1805 et la signature des accords de paix,. Elle continue ses patrouilles en Méditerranée jusqu'en septembre 1807 et rentre à Boston le 14 octobre,.
Lors de la guerre de 1812 contre l'Angleterre, elle capture de nombreux marchands britanniques et détruit cinq navires britanniques : HMS Guerriere, Java, Pictou, Cyane et Levant. L'affrontement en août 1812, avec le HMS Guerriere lui vaut le surnom de « Old Ironsides » et la reconnaissance du public qui la sauve plusieurs fois de la démolition. Après la victoire de la Constitution sur la Java en décembre 1812, l'Amirauté britannique interdit aux commandants de ses frégates d'engager individuellement les frégates américaines plus lourdes,. La Constitution ne subit aucune défaite lors de la guerre contrairement à ses sister-ships Chesapeake et Président qui sont capturées respectivement en 1813 et 1815,. La Constitution rentre aux États-Unis en mai 1815. Elle est placée dans la flotte de réserve en janvier 1816 et ne participe pas aux combats de la seconde guerre barbaresque. Entre 1821 et 1828, elle effectue plusieurs rotations en Méditerranée. Elle retourne à Boston le 4 juillet 1828 et elle est placée dans la flotte de réserve,.
Grâce au soutien de la population opposée à sa démolition, la Constitution entre en cale sèche le 24 juin 1833 pour effectuer une restauration complète qui dure jusqu'au 21 juin 1834. En aout 1835, elle repart pour la Méditerranée comme navire amiral du Mediterranean Squadron jusqu'en 1838. Entre 1839 et 1841 elle est le navire amiral du Pacific Squadron et patrouille le long de la côte occidentale de l'Amérique du Sud. Le 22 juin 1842, elle intègre le Home Squadron et après plusieurs mois à quai, elle navigue durant trois semaines en décembre avant d'être remise en réserve. Le 29 mai 1844 la Constitution quitte Boston pour effectuer un tour du monde. Elle est de retour à Boston le 27 septembre 1846 et à nouveau mise en réserve le 5 octobre. Entre 1848 et 1855, elle effectue plusieurs missions avec l'escadre de Méditerranée et l'escadre d'Afrique. Elle rentre au Portsmouth Naval Shipyard le 14 juin 1855 où elle est désarmée, ce qui met fin à sa dernière mission militaire.
Durant la guerre de Sécession, elle sert de navire-école pour l'académie navale d'Annapolis, et elle transporte des œuvres d'art et des objets industriels pour l'exposition universelle de 1878 à Paris. Retirée du service actif en 1881, elle devient un navire de réception jusqu'à sa transformation en navire musée en 1907. Entre 1931 et 1934, elle fait une grand croisière de trois ans et visite plus de quatre-vingt-dix ports. Après une restauration achevée en 1995, le navire navigue à nouveau pour les célébrations de son bicentenaire et pour la première fois depuis cent-seize ans. Aujourd'hui, la Constitution a un rôle cérémoniel et de représentation. Elle participe à des programmes d'éducation et divers événements. La Constitution est aujourd'hui le plus vieux navire de guerre fonctionnel dans le monde.

### USSCongress

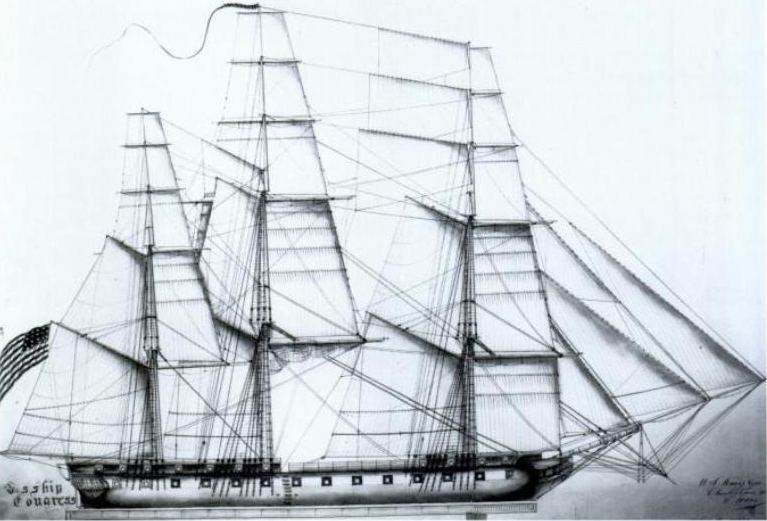
Dessin de l'USS Congress (par Charles Ware, 1816).

La frégate Congress est construite à Portsmouth. Elle est lancée le 15 août 1799, et mise en service le 8 juillet 1800.
La frégate prend la mer pour son voyage inaugural le 6 janvier 1800 en pleine Quasi-guerre afin d’escorter des navires de commerce jusqu'aux Indes orientales néerlandaises et chasser les navires français. Six jours plus tard, elle perd la totalité de ses mâts au cours d'une forte tempête. Avec un gréement de fortune, la frégate parvient à rallier le chantier naval de Gosport en Virginie. Elle doit rester à quai durant six mois pour réparation et reprend finalement la mer et sa mission initiale le 26 juillet 1800. Après la signature de la paix avec la France, la Congress rentre à Boston en avril 1801. Elle est placée en réserve avec la frégate USS United States,.
Le début de la première guerre barbaresque incite en avril 1801, le président Jefferson à renforcer la présence navale américaine en mer Méditerranée. Une nouvelle escadre dirigée par le commodore Samuel Barron et composée du USS President, de la Congress, de la USS Constellation et de l'USS Essex quitte les États-Unis fin juin et atteint la Méditerranée en août. Sous le commandement du capitaine John Rodgers, la Congress est envoyée en patrouille au large des côtes de Tanger puis de Tripoli,. Accompagnée de la Constellation, elle assure le blocus de Tripoli. Le 6 novembre, le capitaine Stephen Decatur prend le commandement de la Congress. Début juillet 1805, la frégate participe au blocus de la Tunisie. Au début du mois de septembre, elle transporte l'ambassadeur tunisien jusqu'à Washington,, après quoi elle est placée en réserve au Washington Navy Yard et sert de navire-école jusqu'en 1807.
Lors de la guerre anglo-américaine de 1812, elle est affectée à l’escadron du commodore John Rodgers comme l'USS Argus, l'USS Hornet, l'USS President et l'USS United States,,. L'escadre entreprend la poursuite des navires de commerce britanniques se dirigeant vers la Grande-Bretagne, sans succès. Lors du voyage de retour, la Congress participe à la capture de sept navires marchands et à la reprise d’un navire américain,. Pour sa seconde expédition, la Congress quitte Boston le 8 octobre. Elle est accompagnée par l’USS President. Le 31 octobre, la Congress capture le navire marchand Argo et rentre à Boston le 31 décembre 1812. Au cours de cette seconde mission, les deux frégates totalisent neuf prises,. La Royal Navy met en place un blocus, mais la Congress et le President parviennent tout de même à quitter Boston le 30 avril 1813. La Congress effectue sa patrouille au large des îles du Cap-Vert, puis au large des côtes du Brésil. Elle capture quatre navires marchands britanniques et regagne Portsmouth à la fin de l'année 1813. Elle est placée en réserve jusqu’à la fin du conflit,,.
Le 2 mars 1815, les États-Unis déclarent la guerre à la régence d'Alger. Le capitaine Charles Morris assure le commandement de la Congress, affectée à l'escadre du commodore William Bainbridge. La Congress appareille en juin et emmène tout d’abord William Eustis, rejoindre son poste d’ambassadeur des États-Unis aux Pays-Bas, avant de prendre la direction de la Méditerranée qu’elle atteint au mois d'août. Elle reprend alors sa place dans l'escadre de Bainbridge,. Cependant, le commodore Stephen Decatur a déjà signé un traité de paix avec la régence d'Alger,. L’escadre effectue alors une démonstration de force devant Alger, Tripoli et enfin Tunis avant de gagner Gibraltar début octobre,. La Congress reçoit peu de temps après l'ordre de regagner les États-Unis et elle est placée en réserve à Boston en décembre,.
En juin 1816, la Congress est chargée de sécuriser le commerce maritime américain dans le golfe du Mexique,. Elle arrive sur place en décembre 1816 et y patrouille jusqu'en juillet 1817. De là, elle se dirige vers Haïti puis vers le Venezuela en août 1817 afin d'observer le déroulement de la guerre d'indépendance. Elle quitte à nouveau Boston le 4 décembre 1817 afin d’effectuer un voyage en Amérique du Sud destiné à rassurer les pays sud-américains quant à la neutralité américaine dans les guerres d'indépendance les opposant à l'Espagne. Elle est de retour à Norfolk en juillet 1818. Début 1819, premier navire de guerre de l'US Navy à s’y rendre, la frégate réalise un voyage en Chine avant de rentrer en mai 1821. La Congress est envoyée lutter contre la piraterie dans les Caraïbes début 1822 et ce jusqu’en avril 1823,. En juin 1823, elle part pour l’Espagne puis le Brésil afin d’y conduire des ambassadeurs américains,. Elle arrive à Rio le 18 septembre, puis rentre à Norfolk qu’elle atteint le 17 décembre. Après son retour, la Congress sert de caserne pour des marins jusqu’en 1834 quand l’US Navy prend la décision de la détruire,.

### USSChesapeake

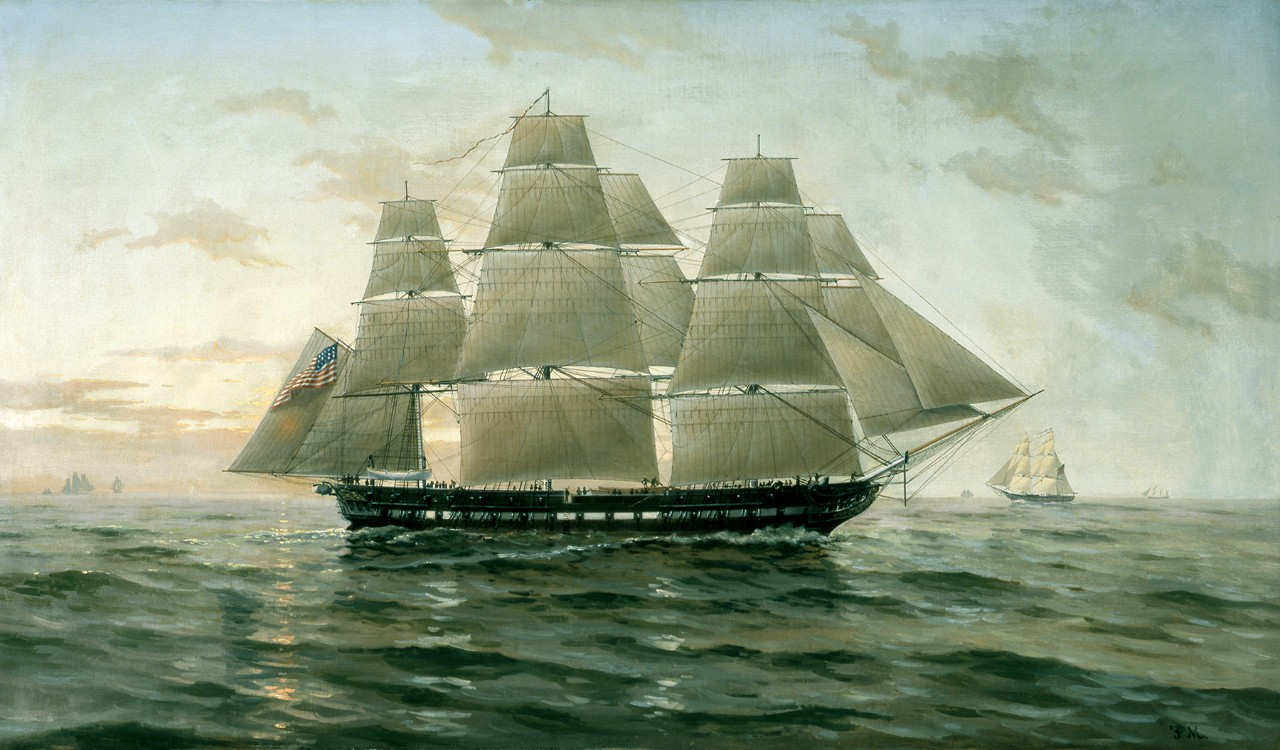
L'USS Chesapeake (par F. Muller, vers 1900).

La frégate Chesapeake est construite à Norfolk. Elle est lancée le 2 décembre 1799, et mise en service le 22 mai 1800.
Pour son voyage inaugural, la Chesapeake prend la mer en pleine Quasi-guerre depuis Norfolk le 22 mai 1800, commandée par le capitaine Samuel Barron. Sa première mission est de transporter des fonds de Charleston à Philadelphie. Le 6 juin, elle rejoint une escadre chargée de patrouiller au large de la côte sud des États-Unis et dans les Antilles afin de protéger les navires marchands américains. Elle capture le navire corsaire français La Jeune créole le 1er janvier 1801 avant de revenir à Norfolk avec sa prise le 15 janvier. Elle retourne brièvement dans les Antilles en février, mais peu de temps après la paix est conclue avec France. Elle est donc placée dans la flotte de réserve le 26 février, après son retour à Norfolk,.
La Chesapeake quitte Hampton Roads le 27 avril 1802 en direction de la Méditerranée afin d’appuyer les négociations de paix avec Tripoli. Elle arrive à Gibraltar le 25 mai où elle doit effectuer des réparations, car son grand mât s'était brisé durant le voyage. Elle quitte Gibraltar le 17 août à destination de Livourne, tout en assurant la protection d'un convoi de navires marchands. Elle arrive à Livourne le 12 octobre, puis prend la route de Malte où elle doit à nouveau subir des réparations,. Le 5 janvier 1803, on ordonne au capitaine Richard Morris de rentrer aux États-Unis, mais ce dernier refuse affirmant que le navire n’est pas en état de traverser l'Atlantique pendant l'hiver. Le 30 janvier, la Chesapeake et son escadre prennent la route de Tripoli, où Morris prévoit de brûler les navires tripolitains dans le port. Mais en raison de forts vents, il décide d'abandonner le blocus et préfère retourner à Malte le 10 février,. La Chesapeake reprend la mer pour les États-Unis le 7 avril où elle est mise en réserve au Washington Navy Yard le 1er juin. Le commandement de Morris est particulièrement critiqué pour son action en Méditerranée et il est renvoyé de la marine en 1804,,.
En janvier 1807, Charles Gordon est nommé commandant de la Chesapeake  afin de relayer l'USS Constitution qui patrouille en Méditerranée. Avant le départ, on recrute quatre marins (un britanniques et trois américains) qui avaient déserté le HMS Melampus. Malgré les demandes britanniques, le commandant de l’escadre de la Chesapeake, James Barron refuse de les livrer car ces marins avaient été enrôlés de force dans la Royal Navy,. Le vice-amiral Sir George Cranfield Berkeley dépêche le HMS Leopard avec l’ordre d’arraisonner le navire américain et de récupérer les déserteurs. La Chesepeake quitte Norfolk en juin. Rattrapé le 22 juin par le Leopard, le commandant américain refuse initialement de se plier aux exigences britanniques mais la Chesepeake ne fait pas le poids face au navire de ligne britannique et après plusieurs bordées, il se rend,. Le déserteur britannique est condamné à mort tandis que les déserteur américains sont condamnés à la prison. L'affaire Chesapeake-Leopard crée l’indignation aux États-Unis qui décident d’interdire leurs eaux aux Britanniques,. Après les lourds dommages infligés par le Leopard, la Chesapeake revient à Norfolk pour des réparations avant de retourner en mer sous le commandement de Stephen Decatur effectuer des patrouilles au large de la côte de la Nouvelle-Angleterre.
Lors de la guerre anglo-américaine de 1812, la Chesapeake sous le commandement du capitaine Samuel Evans effectue sa mission dans l'Atlantique. À partir du 13 décembre, elle navigue de Madère, aux îles du Cap-Vert, à l'Amérique du Sud, avant de retourner à Boston le 9 avril 1813. Lors de sa traversée, elle capture six navires britanniques. Après son retour, le capitaine James Lawrence prend le commandement de la Chesapeake le 20 mai. Le navire est en mauvais état et une partie de l’équipage nouvellement engagé est relativement inexpérimentée. Au large de Boston, le HMS Shannon commandé par le capitaine Philip Broke et armé par un équipage très expérimenté lance un défi à la frégate américaine le 1er juin 1813,. La Chesapeake, avec son équipage nouveau et inexpérimenté, est nettement inférieure mais sûr d'eux-mêmes les Américains relèvent le défi et le combat s'engage le jour même. Malgré la combativité des Américains,, la Chesapeake est vaincue et emmenée triomphalement comme prise à Halifax en Nouvelle-Écosse,.
La Royal Navy répare la Chesapeake et l’intègre à sa marine sous le nom de HMS Chesapeake. Elle stationne à Halifax sous le commandement d'Alexandre Gordon durant 1814, puis navigue vers Plymouth, en Angleterre, pour des réparations en octobre de la même année. Ensuite elle effectue un voyage vers Le Cap en Afrique du Sud avant la signature de la paix avec les États-Unis. En juillet 1819, la Royal Navy décide la vente du navire à un marchand de bois de Plymouth,.

### USSPresident

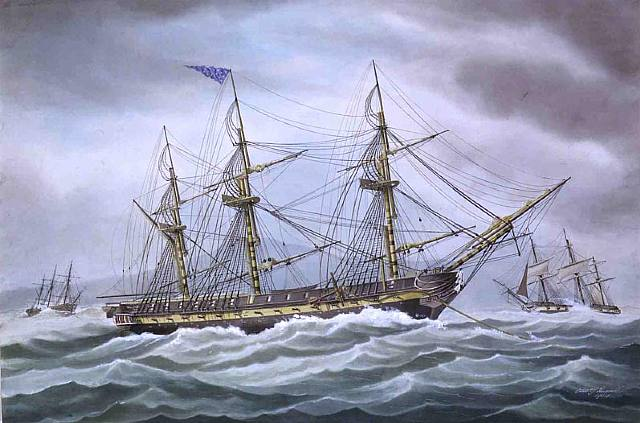
L'USS President (par Edward John Russell, 1904).

La frégate President est construite à New York. Elle est lancée le 10 avril 1800, et mise en service le 5 août 1800.
Commandée par le capitaine Thomas Truxtun, la frégate President prend la mer le 5 août 1800 en pleine Quasi-guerre afin d'assurer des patrouilles dans les Antilles. Elle reprend plusieurs navires marchands américains préalablement capturés. Après la paix avec la France le 3 février 1801, la frégate rentre aux États-Unis.
Lors de la guerre de Tripoli, l'USS President, sous les ordres du commodore Richard Dale sert de navire amiral à l’escadre de Méditerranée. Elle doit effectuer une démonstration de force face à Alger, Tunis et Tripoli et maintenir la paix,. L’escadre arrive à Gibraltar le 1er juillet 1801, et convainc rapidement la régence d'Alger de faire cesser ses menaces envers les navires marchands américains,. Au cours d'un blocus du port de Tripoli le 24 août, l'USS President capture un navire grec avec des soldats tripolitains à son bord. Dale négocie leur échange contre des Américains détenus à Tripoli,. La frégate reste en Méditerranée jusqu'en mars 1802. Elle est de retour aux États-Unis le 14 avril et repart pour une seconde rotation sous le commandement du Samuel Barron en Méditerranée de juin 1804. Elle participe au blocus de Tripoli durant l'hiver 1804-1805 avant de rentrer en juillet 1805,,.
Le President sous le commandement du commodore John Rodgers reçoit l'ordre de poursuivre le HMS Guerriere qui enrôle de force des marins américains,,. Le navire prend la mer le 10 mai 1811. Le 16 mai 1811, John Rodgers, identifie à tort le HMS Little Belt comme la frégate HMS Guerriere,. Bien que la séquence des événements soit contestée des deux côtés et qu'on ignore qui a tiré en premier,,, les deux navires déchargent leurs canons pendant plusieurs minutes avant que Rodgers comprenne que ce n’est pas la Guerriere et n’ordonne un cessez-le-feu. Le HMS Little Belt a subi de lourds dommages et compte trente et un tués ou blessés ; il n'y a cependant aucune victime américaine. Rodgers offre son assistance qui est rejetée par le capitaine britannique, Arthur Bingham. Cette affaire contribue à augmenter les tensions entre les États-Unis et les Britanniques peu avant le début de la guerre anglo-américaine de 1812,,.
Les États-Unis déclarent la guerre au Royaume-Uni le 18 juin 1812. Le commodore Rodgers prend la mer le 21 juin à bord du Président, conduisant une escadre composée des USS United States, USS Congress, USS Hornet et USS Argus chargée d’intercepter les navires britanniques dans l'Atlantique,. Le 23 juin, les Américains rencontrent le HMS Belvidera,. Le President engage la poursuite et le combat. Mais l'explosion accidentelle d'un canon du Président fait plusieurs victimes sur le navire dont le capitaine qui est blessé et permet au Belvidera de s'enfuir,,,. La mission se poursuit et durant le voyage de retour vers Boston, l'escadre de Rodgers capture plusieurs navires,. Le President reprend la mer le 8 octobre. Le 17 octobre, il parvient à capturer le navire anglais Swallow, mais rate celle du HMS Galatea. La frégate rentre à Boston avec le Congress le 31 décembre, ils ont effectué au total neuf prises.
Quelque temps retenu à Boston par le blocus britannique, le President parvient à forcer celui-ci et prend le large en avril 1813 pour sa troisième mission. Il passe cinq mois en mer, capturant plusieurs navires marchands, et le navire de guerre HMS Highflyer à la fin septembre,. De retour à New York, le 18 février 1814, le President est à nouveau à quai en raison d'un blocus britannique, jusqu’en 1815. En janvier 1815, Stephen Decatur tente une sortie, mais le navire s'échoue et est endommagé. Le navire peut reprendre la mer, mais n'arrive pas à échapper à l'escadre britannique. Le 15 janvier, rattrapé par le HMS Endymion qui prend l'avantage, le President tente de s’enfuir, et l’arrivée du HMS Pomone et du HMS Tenedos oblige Decatur à se rendre,,. Le President est intégré à la Royal Navy comme HMS President, mais sert seulement quelques années avant d'être démoli en juin 1818.